# Tyto aurantia
Il barbagianni della Nuova Britannia è un uccello della famiglia Tytonidae, endemico della Nuova Britannia in Papua Nuova Guinea.
Come con altri barbagianni tropicali è molto difficile osservarli in natura e dunque poco studiato. È probabilmente una specie di boschi a basse elevazioni o di conifere.

## Conservazione
La Lista rossa IUCN classifica Tyto aurantia come specie vulnerabile.